# 鮑勃·蒙登
小羅伯特·威廉·蒙登（英語：Robert William Munden Jr；1942年2月8日—2012年12月10日），通稱鮑勃·豪登（英語：Bob Munden）是一位使用手槍、步槍和霰彈槍表演的美國展覽射擊手。他最出名的是在快速拔槍运动中保持了18項世界紀錄，並獲得了吉尼斯世界紀錄授予的「有史以來拔槍最快的人」稱號。

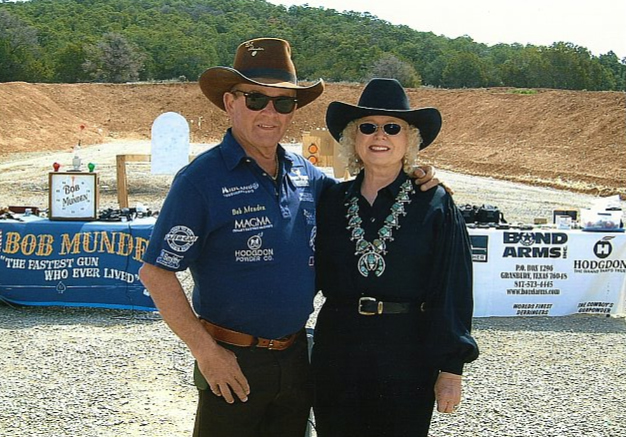
鲍勃和贝基蒙登 2005年

蒙登出生于美國密蘇里州堪薩斯城  11歲時在南加州開始了射擊生涯。 从高中开始，鮑勃於1950年代在加利福尼亚州大熊湖参加了杰夫·库珀的大熊“Leatherslaps”实弹射击比赛。 最终成为西南戰鬥手枪联盟 (SWCPL)。蒙登16岁时，他使用从库珀 (Cooper) 借来的 Colt .45 Single Action在1958 年Leatherslap比赛中获得第二名。他声称已经赢得了3,500多个快速拔枪奖杯。  
在开始展览拍摄后，蒙登向全国各地的观众进行了多次演示，其中一次是与約翰·薩特懷特合作。蒙登还在世界各地的电视节目中进行射击演示，包括历史频道的斯坦·李超人類、美国射手、射击美国、射击美国的不可能的镜头里普利信不信由你！(2000年電視劇)等等。 蒙登也是一名会制作定制武器的枪匠。 

## 记录争议
吉尼斯世界纪录在1980年及之前的版本中将「鮑勃·蒙登」列为“有史以来拔枪最快的人”， 但他们在以后的版本中停止发布蒙登记录，以便该书可以被批准作为参考学校图书馆的来源。 这导致了年轻射手对蒙登声称保持的记录的争议。蒙登的批评者认为，他的记录没有充分的文件证明是有效的，而且他目前没有官方的快速拔枪世界纪录。 快速拔槍包括多个项目，每项都有自己的世界纪录。最短时间的记录是由亚利桑那州利奇菲尔德公园的厄尼希尔保持的单发开放自由式（使用轻型枪）纪录，记录时间为 0.208 秒。 蒙登之所以受到质疑，主要是因为既没有关于他的记录的书面证据，也因为没有他所谓的 3,500 座奖杯。 

## 去世
根據他的妻子贝基说，鲍勃在接受轻度心脏病治疗后，在从米苏拉医院到比尤特開車回家的途中开始出现胸痛，在距离医院数英里的地方，他告诉他的妻子继续开车，然后不久就逝世了。 